# ائتلاف اصلاح‌طلبان (۱۳۸۵)
ائتلاف اصلاح‌طلبان تنها ائتلاف انتخاباتی اصلاح‌طلبان در انتخابات شورای اسلامی شهر تهران در سال ۱۳۸۵ بود.
۲۸ حزب و تشکل، از جمله اعضای شورای هماهنگی جبهه اصلاحات و حزب اعتماد ملی عضو این ائتلاف بودند.
این ائتلاف چهار کرسی را بدست آورد.

## نامزدها
| #  | نامزد               | حزب         |
| -- | ------------------- | ----------- |
| ۱  | محمدعلی نجفی        | کارگزاران   |
| ۲  | معصومه ابتکار       | جبهه مشارکت |
| ۳  | احمد مسجدجامعی      | —           |
| ۴  | سید کامل تقوی‌نژاد   | اعتماد ملی  |
| ۵  | قاسم تقی‌زاده خامسی  | —           |
| ۶  | افشین حبیب‌زاده      | کار         |
| ۷  | پیروز حناچی         | —           |
| ۸  | اسماعیل دوستی       | اعتماد ملی  |
| ۹  | الهه راستگو         | کار         |
| ۱۰ | هادی ساعی           | —           |
| ۱۱ | زهرا صدراعظم نوری   | —           |
| ۱۲ | شهاب‌الدین طباطبایی  | جبهه مشارکت |
| ۱۳ | حسن کریمی           | —           |
| ۱۴ | عباس میرزا ابوطالبی | همبستگی     |
| ۱۵ | علی نوذرپور         | اعتماد ملی  |